# 闇黑之心
《闇黑之心》（英語：The Darkest Minds）是一部於2018年上映的美國科幻動作片，由詹妮弗·余·尼爾森執導，改編自亞莉珊卓·布拉肯同名青年小說。由阿曼德拉·斯坦伯格、曼蒂·摩兒和關朵琳·克莉絲蒂主演。該片於2018年8月3日在美國上映。

## 演員
- 阿曼德拉·斯坦伯格 飾 露比·達利（Ruby Daly）
- 曼蒂·摩兒 飾 凱薩琳·「凱特」·康納（Catherine "Cate" Connor）
- 布萊德利·惠特福德 飾 格雷總統（President Gray）
- 哈里斯·迪金森 飾 連恩·史都華（Liam Stewart）
- 派翠克·吉布森（英语：Patrick Gibson (actor)） 飾 克蘭西·格雷（Clancy Gray）
- 斯凱蘭·布魯克斯（英语：Skylan Brooks） 飾 查爾斯·「丘比斯」·梅里韋瑟（Charles "Chubs" Meriwether）
- 米婭·切赫（英语：Miya Cech） 飾 麻雀·「楚」·木村（Suzume "Zu" Kimura）
- 關朵琳·克莉絲蒂 飾 珍女士（Lady Jane）
- 韦德·威廉姆斯 飾 麥克馬努斯上尉（Captain McManus）
- 馬克·奧布萊恩（英语：Mark O'Brien (actor)） 飾 羅布（Rob）
- 華勒斯·蘭漢（英语：Wallace Langham） 飾 維士利博士（Dr. Viceroy）
- 高頓·布魯克斯（英语：Golden Brooks） 飾 莫莉·達利（Molly Daly）
- 塞米·羅提比（英语：Sammi Rotibi） 飾 保羅·達利（Paul Daly）

## 製作

### 拍攝
主體攝影於2017年4月在亞特蘭大喬治亞州進行。

## 發行
電影定於2018年8月3日由二十世紀福斯發行。

## 外部連結
- 互联网电影数据库（IMDb）上《闇黑之心》的资料（英文）
- Box Office Mojo上《闇黑之心》的資料（英文）
- Metacritic上《闇黑之心》的資料（英文）
- 爛番茄上《闇黑之心》的資料（英文）
- AllMovie上《闇黑之心》的资料（英文）
- 開眼電影網上《闇黑之心》的資料（繁體中文）
- 时光网上《闇黑之心》的資料（简体中文）
- 豆瓣电影上《闇黑之心》的資料 （简体中文）